# Liste der Sozialminister von Mecklenburg-Vorpommern
Liste der Sozialminister von Mecklenburg-Vorpommern.

## Sozialminister Mecklenburg-Vorpommern (seit 1945)
| Name                                                          | Amtsantritt                                   | Kabinett                 | Partei                 |
| Minister für Wohlfahrt                                        | Minister für Wohlfahrt                        | Minister für Wohlfahrt   | Minister für Wohlfahrt |
| ------------------------------------------------------------- | --------------------------------------------- | ------------------------ | ---------------------- |
| Johannes Warnke                                               | 4. Juli 1945                                  | Höcker I                 | KPD/SED                |
| Minister für Sozialwesen                                      |                                               |                          |                        |
| Friedrich Burmeister                                          | 10. Dezember 1946                             | Höcker II                | CDU                    |
| Werner Pöhls                                                  | Juli 1950                                     | Höcker II                | CDU                    |
| Bruno Hirschberg                                              | September 1950                                | Höcker II                | CDU                    |
| Minister für Arbeit und Gesundheit                            |                                               |                          |                        |
| Bruno Hirschberg                                              | 18. November 1950 20. Juli 1951 28. Juli 1951 | Höcker III Bürger Quandt | CDU                    |
| Von 1952 bis 1990 existierte kein Land Mecklenburg-Vorpommern |                                               |                          |                        |
| Minister für Arbeit, Gesundheit und Sozialordnung             |                                               |                          |                        |
| Klaus Gollert                                                 | 28. Oktober 1990 19. März 1992                | Gomolka Seite I          | FDP                    |
| Minister für Arbeit, Gesundheit und Soziales                  |                                               |                          |                        |
| Hinrich Kuessner                                              | 8. Dezember 1994                              | Seite II                 | SPD                    |
| Minister für Gesundheit und Soziales                          |                                               |                          |                        |
| Martina Bunge                                                 | 3. November 1998                              | Ringstorff I             | PDS                    |
| Minister für Soziales                                         |                                               |                          |                        |
| Marianne Linke                                                | 6. November 2002                              | Ringstorff II            | PDS                    |
| Minister für Soziales und Gesundheit                          |                                               |                          |                        |
| Erwin Sellering                                               | 7. November 2006                              | Ringstorff III           | SPD                    |
| Manuela Schwesig                                              | 6. Oktober 2008                               | Sellering I              | SPD                    |
| Minister für Arbeit, Gleichstellung und Soziales              |                                               |                          |                        |
| Manuela Schwesig                                              | 25. Oktober 2011                              | Sellering II             | SPD                    |
| Birgit Hesse                                                  | 14. Januar 2014                               | Sellering II             | SPD                    |
| Minister für Soziales, Integration und Gleichstellung         |                                               |                          |                        |
| Stefanie Drese                                                | 1. November 2016 4. Juli 2017                 | Sellering III Schwesig I | SPD                    |
| Minister für Soziales, Gesundheit und Sport                   |                                               |                          |                        |
| Stefanie Drese                                                | 15. November 2021                             | Schwesig II              | SPD                    |